# Juliana Ribeiro Cabral
Juliana Ribeiro Cabral, född den 3 oktober 1981 i São Paulo, Brasilien, är en brasiliansk fotbollsspelare. Vid fotbollsturneringen under OS 2004 i Aten deltog hon i det brasilianska lag som tog silver.